# Ophryosporus venosissimus
Ophryosporus venosissimus là một loài thực vật có hoa trong họ Cúc. Loài này được (Rusby) B.L.Rob. mô tả khoa học đầu tiên năm 1905.